# Lynx issiodorensis
Lynx d'Issoire
Espèce
Le lynx d’Issoire (Lynx issiodorensis) est une espèce de félin fossile datée de la fin du Pliocène à celle du Pléistocène, répartie de l'Afrique du Sud à l'Amérique du Nord en passant par l'Europe.
Il est considéré comme l’ancêtre des lynx modernes.

## Étymologie
Le nom d'espèce fait référence à la ville française d'Issoire (département du Puy-de-Dôme en région d'Auvergne-Rhône-Alpes), où des restes de Lynx issiodorensis ont été découverts pour la première fois près du mont Perrier au début du XIXe siècle et décrits par J.-B. Croizet et A. C. G. Jobert en 1828.

## Description

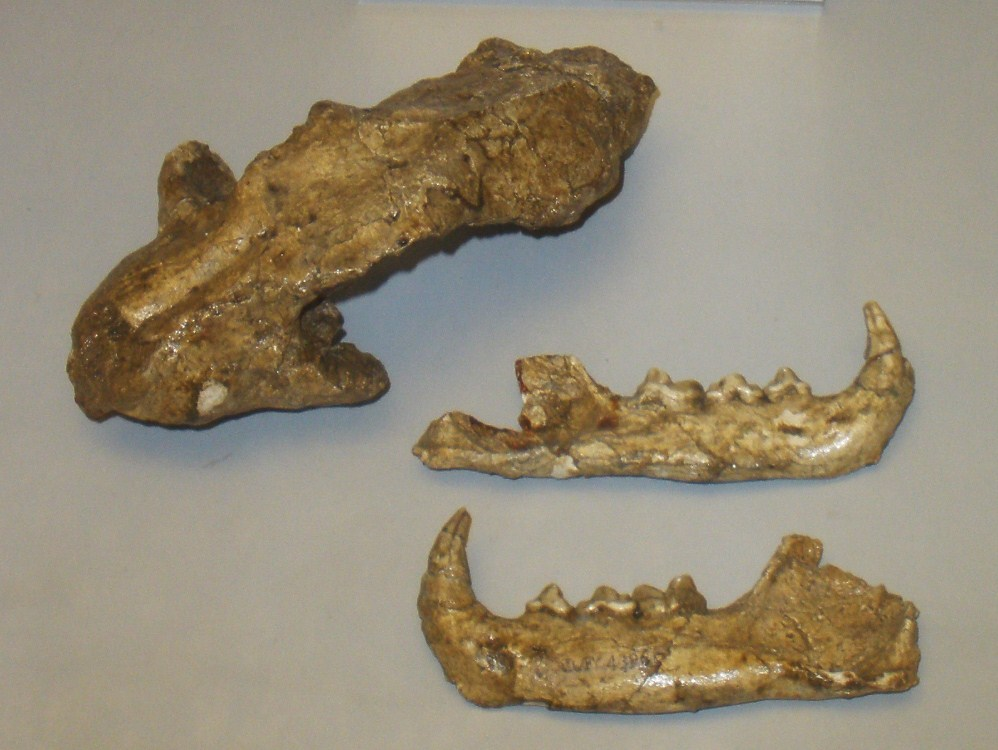
Fossiles d'un crâne et de deux mâchoires au musée d'histoire naturelle de l'Université de Florence, en Italie.

Le museau est allongé avec des dents plus petites que celles des lynx modernes, un diastème entre canine et prémolaire plus long et des dents jugales qui se chevauchent moins. Le squelette post-crânien est robuste et paraît moins spécialisé que celui des lynx actuels. Son corps était allongé et plus court sur pattes que les lynx modernes, le crâne et la mandibule étant plus grands et plus robustes. Le cou était également plus long, et il ressemblait globalement plus au genre Felis actuel qu'au Lynx, il avait cependant 28 dents et une queue raccourcie, qui sont des caractéristiques du genre Lynx. On suppose qu'il pesait entre 15 et 25 kilos.
Les plus vieux fossiles datent du Villafranchien ancien. La distribution du lynx d'Issoire était très large, et c'est l'un des félins dont on a retrouvé le plus de traces fossiles, ce qui est rare. Des traces ont été retrouvées en Afrique du Sud, datant d'il y a 4 millions d'années, en Amérique du Nord il y a 2,6 millions d'années et en Eurasie il y a 3,5 millions d'années. La morphologie du félin évolue durant le Pléistocène : la face se raccourcit, la dentition se modifie vers l'apparition d'un talonide sur la première molaire. Le lynx d'Issoire aurait survécu jusqu'à il y a 500 000 ans.

## Ancêtre des lynx modernes

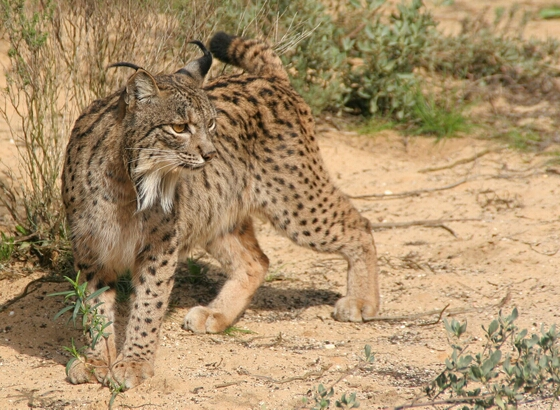
Le lynx pardelle (Lynx pardinus) est le descendant actuel le plus proche du lynx d'Issoire.

Plusieurs hypothèses d'« apparitions » des lynx modernes au travers de la forme intermédiaire du lynx d'Issoire ont été proposées. La première hypothèse suggère une divergence en trois lignées distinctes : L. pardinus, L. lynx, et L. rufus ; dans cette première hypothèse, L. canadensis descend de L. lynx.
Les premières formes de Lynx pardinus pourraient dater de fossiles attribués à Lynx issiodorensis du Pléistocène moyen selon Argant (1996). Le lynx des cavernes Lynx pardinus speleus ou Lynx spelaea, dont des traces ont été retrouvées dans les grottes de l’Observatoire à Monaco et de Grimaldi en Italie, possède des caractéristiques intermédiaires entre Lynx lynx et Lynx pardinus. Il est possible que le lynx d’Issoire ait évolué vers le lynx des cavernes qui par la suite a évolué vers le lynx pardelle.
Le lynx d'Eurasie Lynx lynx est plus éloigné de Lynx issiodorensis que le lynx pardelle. La dentition de cette espèce est différente de celle des autres lynx et il également plus grand que les autres espèces de lynx. Le lynx commun, dont la taille est deux fois plus élevée que les autres espèces de lynx, aurait repoussé le lynx pardelle sur la péninsule espagnole en s'étendant depuis l'Asie.
Le lynx roux Lynx rufus a évolué depuis le lynx d’Issoire qui a migré en Amérique du Nord par le détroit de Béring durant la glaciation du Pléistocène il y a cinq à deux millions d’années : des preuves fossiles de sa présence il y a 2,5 à 2,4 millions d'années ont été découvertes au Texas. Le lynx d’Issoire aurait évolué en une forme intermédiaire Lynx issiodorensis kurteni puis vers Lynx rufus.